# Mary Quant
Dame Barbara Mary Quant (Londra, 11 febbraio 1930 – Farley Green, 13 aprile 2023) è stata una stilista, inventrice e imprenditrice britannica.
Imprenditrice dotata, nel 1963 fondò il Ginger Group per esportare i suoi prodotti negli USA, lanciò una linea di cosmetici nel 1966 e una collezione di calzature nel 1967.
Tra le icone della swinging London; lo scrittore Bernard Levin la definì: «alta sacerdotessa della moda degli anni sessanta». È comunemente considerata l'inventrice della minigonna, capo d'abbigliamento che spopolò tra le giovani negli anni sessanta. Allorché lo stilista André Courrèges, che già nel 1964 aveva presentato abiti corti e linee a trapezio, rivendicò la paternità della minigonna, Mary Quant affermò: «Le vere creatrici della mini sono le ragazze, le stesse che si vedono per la strada».

## Biografia
Mary Quant nacque a Blackheath, sobborgo di Londra, da Jack Quant e Mildred Jones, due professori gallesi della London University che per lei sognavano un futuro da insegnante.   Studiò al Goldsmiths College dopodiché a sedici anni decise di andarsene di casa per inseguire una vita da bohémienne a Londra. Lì conobbe Alexander Plunket Greene, giovane di nobile famiglia, nipote di Bertrand Russell e anch'egli smanioso di libertà e stravaganze. Fra i due nacque un ménage per l'epoca piuttosto anticonformista: mangiavano quando avevano soldi, viaggiavano come potevano, si vestivano come passava loro per la testa. Mary aveva una predilezione per le gonne corte e gli stivaletti, Alexander si adattò.
I due fecero amicizia con Archie Mc Nair, ex avvocato divenuto fotografo, e quando Alexander ereditò una somma di denaro nel suo ventunesimo compleanno, decisero con l'aiuto di McNair di comprare una casa. Nello scantinato aprirono un ristorante e al primo piano la boutique Bazaar (1955). L'attività era situata sulla Kings Road a Londra e tra i giovani ebbe un successo immediato: finalmente avevano trovato qualcuno che la pensasse come loro, vivesse come loro e capisse perfettamente quello che poteva piacere loro. I giovani del Paese più conformista d'Europa divennero i primi a sentire la necessità di cambiamenti che, per spezzare la tradizione e imporsi all'attenzione, dovevano necessariamente essere estremi. La frattura col "vecchio mondo" era rappresentata dai capelli lunghi per i ragazzi, dalle gonne corte per le ragazze e dalla musica dei Beatles.
I londinesi dapprima risero della boutique di Mary e del folcloristico gruppo di giovani che la frequentava, ma poi la curiosità attirò gente del mondo del cinema, del teatro, dell'arte. Arrivarono i soldi e Mary, che nel frattempo aveva sposato Alexander, aprì un altro negozio nell'aristocratica Brompton Road a Knightsbridge.
Morì a 93 anni nella sua abitazione a Farley Green nel Surrey il 13 aprile 2023.

## Vita privata
Sposò Alexander Plunket Green nel 1957, e nel 1970 nacque il loro unico figlio, Orlando. Mary Quant rimase vedova nel 1990.